# شوگون قاتل
شوگون قاتل (انگلیسی: Shogun Assassin) یک فیلم در ژانر سینمای سامورایی به کارگردانی رابرت هیوستون و کنجی میسومی است که در سال ۱۹۸۰ منتشر شد. از بازیگران آن می‌توان به تومیسابورو واکایاما اشاره کرد.